# 54 Piscium B
54 Piscium B – brązowy karzeł klasy T o masie około 50 Mj znajdujący się w układzie 54 Piscium. Krąży on po orbicie o promieniu około 500 j.a. i okresie orbitalnym wynoszącym ponad 1000 lat.
Ze względu na słabe oddziaływanie grawitacyjne i długi okres orbitalny obiektu nie udało się wykryć przy użyciu metody dopplerowskiej. Dopiero fotografia wykonana w podczerwieni przy pomocy Kosmicznego Teleskopu Spitzera wykazała istnienie brązowego karła. Zaburzenia grawitacyjne spowodowane przez 54 Piscium B powodują rozciągnięcie orbity planety 54 Piscium b.